# CEホールディングス
株式会社CEホールディングス（英: CE Holdings Co.,Ltd.）は、北海道札幌市白石区に本社を置く持株会社。
電子カルテシステム事業を主力とする株式会社シーエスアイが中核。中小規模病院向けの自社システムの開発・販売の他に、NECグループからの医療情報システム開発の受託を受ける。コンシューマ向け通信機器の販売や高齢者向け医療・健康関連システムや妊娠・出産・育児期を中心とした医療・ヘルスケア関連情報サービスの提供も行う傘下企業を持つ。持分法適用会社に駅探がある。

## 沿革
- 1996年（平成8年）- 札幌市中央区に株式会社オネスト・エス設立。
- 1997年（平成9年）- 電子カルテシステムの研究開発に着手。
- 1999年（平成11年）- 本店を札幌市中央区南3条西10丁目1001-5に移転。
- 2000年（平成12年）- 商号を株式会社シーエスアイに変更。厚生省の新事業創出促進法に基づく「新事業分野開拓の実施に関する計画」の認定を受ける。札幌商工会議所より2000年度の「北の起業家表彰」優秀賞を受賞。東京支店と大阪支店開設。
- 2001年（平成13年）- 東京証券取引所マザーズに上場
- 2005年（平成16年）- 北海道経済部より北海道「元気の素」発信企業50社の１つに選出
- 2009年（平成21年）- 九州支店開設。情報セキュリティマネジメントシステムに適合していることを認証するISO／IEC27001を取得
- 2011年（平成23年）- 札幌証券取引所に重複上場。本店を現所在地に移転。
- 2012年（平成24年）- 株式会社駅探と資本・業務提携契約を締結
- 2013年（平成25年）- 株式会社CEホールディングスに商号変更し、持株会社体制へ移行。
- 2014年（平成26年）- 東京証券取引所第一部に市場変更。
- 2023年（令和5年）- 東京証券取引所における市場区分をスタンダード市場へ変更。

## 参考資料
- 株式会社CEホールディングス第25期 有価証券報告書(EDINET - 閲覧)
- 会社四季報2014年３集夏号　第426号(東洋経済新報社)